# Johnny McElhone

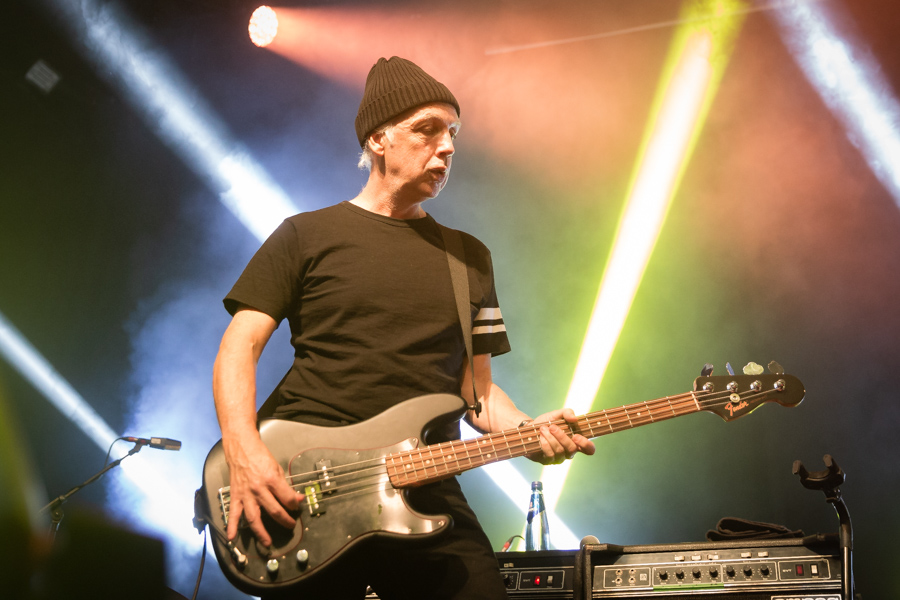
Johnny McElhone (2018)

Johnny Francis McElhone (ur. 21 kwietnia 1963 roku w Lemarkshire w Glasgow, Szkocja) – szkocki gitarzysta i autor tekstów, basista, kompozytor i producent szkockiego zespołu Texas, który założył w 1986 roku.
Za pracę kompozytorską wraz z Sharleen Spiteri otrzymał prestiżową nagrodę Ivor Novello w 1998 roku. W 2007 roku został uhonorowany nagrodą Tartan Clef Award za pracę kompozytorską. Statuetkę otrzymał z rąk Sharleen.
Zanim powstał Texas, grał w zespołach Altered Images i Hipsway. Jest uznawany za jednego z najlepszych producentów, współpracuje na przykład z El Presidente.
Jego synem jest Jack McElhone, chłopiec odgrywający jedną z ról w filmie Młody Adam. Johnny ożenił się w 2001 roku.